# Малый Иж
Малый Иж — река в России, протекает в Шарканском (исток) и Якшур-Бодьинском районах Удмуртской Республики. Левый исток реки Иж (наряду с правым истоком Большой Иж), бассейн Камы. Длина реки — 16 км.

## География
Малый Иж начинается на границе Шарканского района, примерно на равном рассточнии между районными центрами Шаркан и Якшур-Бодья. Течёт на юго-запад. На двух берегах деревня Урсо. Ниже справа впадает река Мукшинка, слева — Якшурка и Личикшурка. Сливаясь у лесопункта Красный с рекой Большой Иж, образует Иж. Перед устьем слева впадает река Сушинка.

## Данные водного реестра
По данным государственного водного реестра России относится к Камскому бассейновому округу, водохозяйственный участок реки — Иж от истока и до устья, речной подбассейн реки — бассейны притоков Камы до впадения Белой. Речной бассейн реки — Кама.
Код объекта в государственном водном реестре — 10010101212111100026906.